# Встречный (станция)
Встречный — Узловая Железнодорожная станция на юге города Днепр, в зоне Приднепровская железной дороги. Находится недалеко от Жилмассива Тополь-1.

## Пассажирское Сообщение
С данной станции ездят поезда в сторону станции Днепр-Лоцманская и Апостолово. В обе стороны дважды в день.

## История
6 Июня 1997 года, были отменены все поезда на станции, или проходящие через нее. Причиной стал оползень произошедший из-за небольшой речки, пролегающей недалеко от станции.

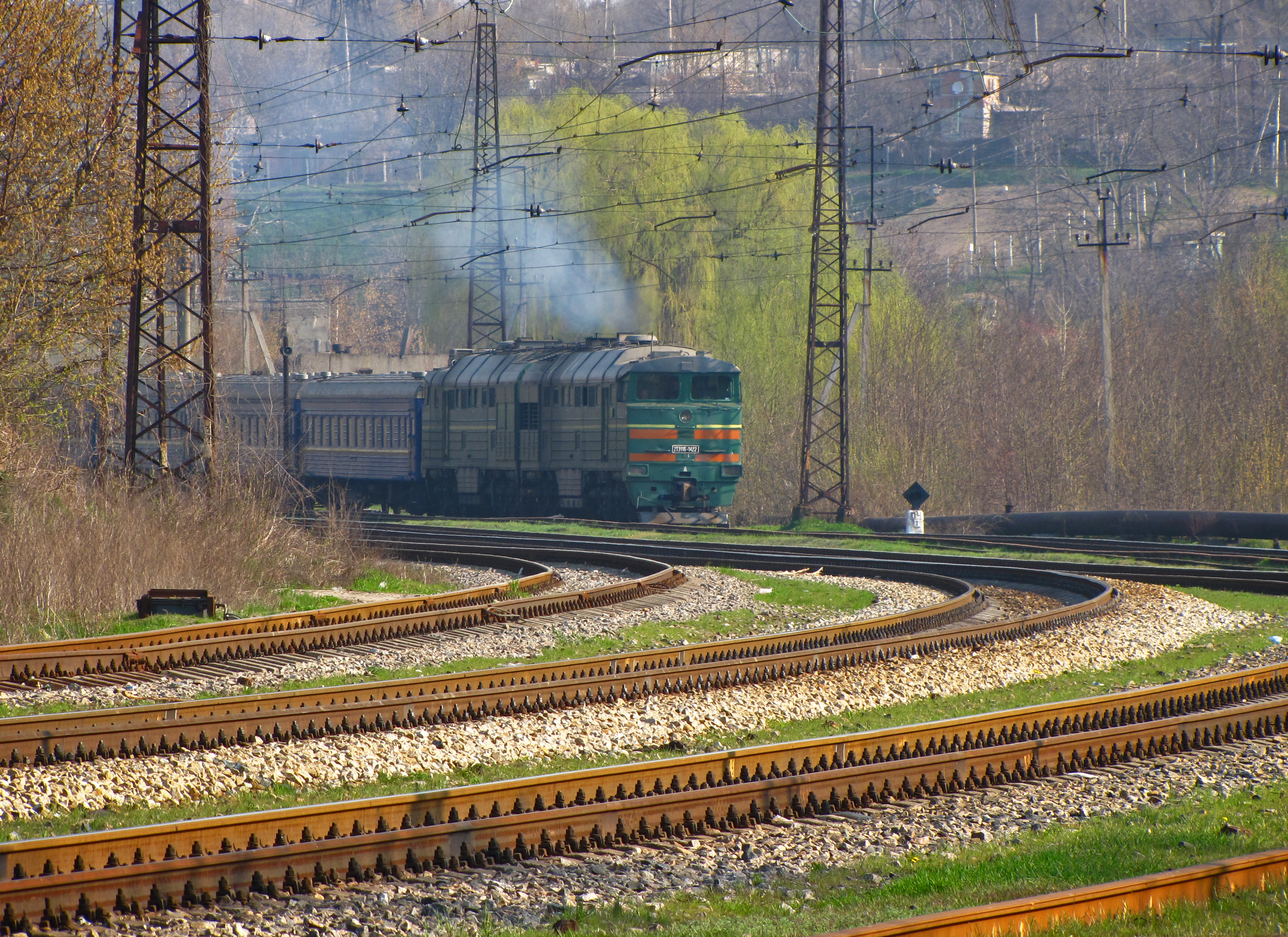
Тепловоз 2ТЭ116 заезжает на станцию